# 55753 Raman
55753 Raman este un asteroid din centura principală de asteroizi.

## Descriere
55753 Raman este un asteroid din centura principală de asteroizi. A fost descoperit pe 13 septembrie 1991 la Tautenburg de Freimut Börngen și Lutz Dieter Schmadel. Asteroidul prezintă o orbită caracterizată de o semiaxă mare de 2,72 ua, o excentricitate de 0,19 și o înclinație de 9,1° în raport cu ecliptica.